# Жена олигарха
«Жена́ олига́рха» (стилизовано как Ж€НА ОЛИГА₽ХА) — российский комедийный телесериал производства компании Keystone Production. Премьера сериала состоялась 11 октября 2021 года на телеканале «СТС».

## Сюжет
Альбина (Елена Подкаминская) — замужем за олигархом Игорем Барвашиным (Игорь Верник). Под угрозой ареста муж оставляет Альбину с двумя детьми и исчезает со всеми деньгами. Альбине приходится покинуть роскошный особняк в Лондоне и вернуться в Россию. Ей доверено управлять старым заводом «Кирзачпром», который расположен на окраине провинциального города Добруйск в Зауралье. Предприятие находится на грани банкротства, даже в армии больше не нужны кирзовые сапоги. Героиня вынуждена начать жизнь сначала, став законодательницей мод для региональной элиты. Сумки её авторского дизайна начинают конкурировать с итальянскими фирмами. Однако скромные жители городка не всегда довольны соседством с бывшей миллионершей.
Во втором сезоне, Альбина, устав бороться с чинящим препятствия мэром города Сенькиным (Алексей Маклаков), решает сама принять участие в выборах и возглавить муниципалитет, спасая тем самым свой завод от грозящего ему уничтожения. Однако, попав в «перемалывающую» всё на своём пути местную политическую систему, темпераментная и неунывающая Альбина Барвишина сама не замечает — как близко она подступает к «тёмной стороне» политических интриг города.

## В ролях
| Актёр                 | Роль                                                                                                  |
| --------------------- | --- |
| Елена Подкаминская    | Альбина Викторовна Барвашина                                                                          |
| Маргарита Дьяченкова  | Милана Игоревна Барвашина дочь Альбины и Игоря, сестра Марка                                          |
| Кай Алекс Гетц        | Марк Игоревич Барвашин сын Альбины и Игоря, брат Миланы                                               |
| Игорь Верник          | Игорь Михайлович Барвашин олигарх, муж Альбины, отец Миланы и Марка                                   |
| Сандра Сантонес       | Мария Гваделупе (Маруся) няня детей Барвашиных                                                        |
| Владимир Гостюхин     | Михаил Ильич Барвашин отец Игоря, дед Миланы и Марка, свёкор Альбины, директор Кирзачпрома            |
| Антон Филипенко       | Василий главный инженер, возлюбленный/бывший возлюбленный Альбины                                     |
| Константин Похмелов   | главбух                                                                                               |
| Александр Обласов     | Слава сосед Михаила Ильича и владелец единственной захудалой гостиницы Добруйска, возлюбленный Маруси |
| Евгения Капралова     | Кристина молодая предприимчивая горожанка, ставшая подругой Альбине                                   |
| Алексей Маклаков      | Антон Юрьевич Сенькин мэр Добруйска                                                                   |
| Александр Дьяченко    | Незнанский самый богатый человек Добруйска                                                            |
| Анастасия Матвеева    | Алиса Наумова одноклассница Миланы и Артура                                                           |
| Даниил Киселёв        | Никита Гуров парень Миланы                                                                            |
| Вадим Соснин          | Артур единственный сын мэра, одноклассник Миланы Барвашиной                                           |
| Ольга Бузова          | камео                                                                                                 |
| Никита Джигурда       | брат Архип глава староверов-сектантов из Яриловки                                                     |
| Людмила Артемьева     | Тамара Васильевна мать Василия (2-й сезон)                                                            |
| Валерий Панков        | Даниил политтехнолог из Москвы (2-й сезон)                                                            |
| Анастасия Калашникова | Светлана бывшая подруга Василия (2-й сезон)                                                           |

## Съёмки
Съёмки первого сезона телесериала начались в феврале 2021 года. Его премьера состоялась 11 октября 2021 года на телеканале СТС.
Летом 2022 года стартовали съёмки второго сезона, показ которого начался на СТС 9 января 2023 года.
Съёмки сериала велись в разных городах, в том числе в Москве, Евпатории (Крым), Кимрах (Тверская область), Кисловодске, Пятигорске, Георгиевске, Ессентуках и Минеральных Водах (Ставропольский край).

## Сезоны
| Сезон | Сезон | Серии | Период трансляции          |
| ----- | ----- | ----- | -------------------------- |
|       | 1     | 17    | 11 октября — 3 ноября 2021 |
|       | 2     | 17    | 9 января — 2 февраля 2023  |

## Премия
- В 2023 году Елена Подкаминская получила премию ТЭФИ в номинации «Актриса комедийного сериала» за роль в телесериале «Жена олигарха»[7].

## Рецензии
- Дарья Дудко. «Жена олигарха» в кирзовых сапогах: на экраны выходит новый комедийный сериал от создателей «Кухни» // RT, 11 октября 2021
- Людмила Семёнова. Бузовщина вместо сатиры // Росбалт, 23 октября 2021